# Neophrissospongia
Neophrissospongia is een geslacht van sponsdieren uit de klasse van de Demospongiae (gewone sponzen). 

## Soorten
- Neophrissospongia endoumensis Pisera & Vacelet, 2011
- Neophrissospongia microstylifera (Lévi & Lévi, 1983), dezelfde soort als Corallistes microstylifer
- Neophrissospongia nana Manconi & Serusi, 2008
- Neophrissospongia nolitangere (Schmidt, 1870)
- Neophrissospongia radjae Pisera & Vacelet, 2011
- Neophrissospongia tubulata (van Soest & Stentoft, 1988)